# Mélanie Thierry
Mélanie Thierry (Saint-Germain-en-Laye, Yvelines; 17 de julio de 1981) es una actriz francesa. Es más conocida por el público internacional por su papel de Aurora en la película Babylon A.D., de 2008.

## Biografía
Mélanie Thierry inició su ascenso a la fama como una modelo adolescente en Francia; luego se trasladó a la actuación. 
Comenzó con una serie de roles en producciones francesas, eligiendo sus papeles cuidadosamente, como lo prueba el hecho de que la mayoría de ellos fueron aclamados por la crítica. No mucho tiempo después, la actriz logró el ascenso internacional a la edad de 18 años, al interpretar a la chica que enamora a Danny Boodman-TD-Lemon-1900 (Tim Roth) en la película La leyenda de 1900 (La leyenda del pianista en el océano). También apareció junto a Rufus Sewell en dos episodios de la popular serie dramática de la BBC Charles II: The Power and the Passion, interpretando a la amante del rey francés Luisa de Kérouaille.
Thierry hizo su debut en Hollywood con la película de 2008 Babylon A.D., en el papel de Aurora.
En 2017 encarna a la escritora Marguerite Duras en la película Marguerite Duras. París 1944, una coproducción entre Francia, Bélgica y Suiza, dirigida por Emmanuel Finkiel.

## Vida personal
Thierry y su pareja, Raphaël Haroche, tienen un hijo llamado Roman, nacido el 24 de mayo de 2008, y una hija llamada Aliocha, nacida el 31 de diciembre de 2013.

## Filmografía

### Cine y televisión
| Año  | Título                                | Papel                | Notas                                       |
| ---- | ------------------------------------- | -------------------- | ------------------------------------------- |
| 1996 | L'amerloque                           | Henriette            | Película para televisión                    |
| 1998 | La leyenda del pianista en el océano  | La niña              |                                             |
| 1999 | Quasimodo d'El Paris                  | Agnès / Esméralda    |                                             |
| 2000 | Canone Inverso                        | Sophie Levy          |                                             |
| 2002 | Jojo La Frite                         |                      |                                             |
| 2003 | Charles II: The Power and the Passion | Louise de Kéroualle  | Miniserie; también llamada The Last King    |
| 2007 | Chrysalis                             | Manon                |                                             |
| 2007 | Pu-239                                | Oxsana               |                                             |
| 2008 | Babylon A.D.                          | Aurora               |                                             |
| 2008 | Largo Winch                           | Naomi                |                                             |
| 2009 | You'll Miss Me                        | Ornella              |                                             |
| 2009 | Le dernier pour la route              | Magali               |                                             |
| 2010 | L'Autre Dumas                         | Charlotte Desrives   |                                             |
| 2010 | The Princess of Montpensier           | Marie de Montpensier |                                             |
| 2011 | Impardonnables                        | Alice                |                                             |
| 2012 | Henry V                               | Catalina de Valois   | Película para televisión                    |
| 2013 | The Zero Theorem                      | Bainsley             |                                             |
| 2013 | Asesino en el tiempo                  | Hélène Batistelli    |                                             |
| 2015 | Un día perfecto                       | Sophie               |                                             |
| 2015 | Je ne suis pas un salaud              | Karine               |                                             |
| 2016 | La Danseuse                           | Gabrielle            | Nominada—César a la mejor actriz secundaria |
| 2017 | Nos vemos allá arriba                 | Pauline              |                                             |
| 2017 | Marguerite Duras. París 1944          | Marguerite Duras     |                                             |
| 2018 | Le vent tourne                        | Pauline              |                                             |
| 2018 | Afikoman                              |                      | Cortometraje; directora y guionista         |
| 2020 | Da 5 Bloods                           | Hedy Bouvier         |                                             |